# Даниел Беконо
Даниел Н'Дене Беконо (на английски и на френски: Daniel Ndene Bekono) е бивш камерунски футболист, вратар. Висок е 184 см и тежи 78 кг.

## Клубна кариера
Като юноша се състезава в отборите на Т.К.С (Камерун), Канон де Яунде (Яунде, Камерун), ДПММ (Бруней). Дебютира в мъжкия футбол в тима на Канон де Яунде през 1999 г. След това пази и за Фову. През 2003 г. със съотборника си Марсел Еламе преминават в тима на Берое. Помага на тима да спечели промоция в А група още същия сезон. След завръщането на отбора в елита се конкурира за титулярното място със Стоян Ставрев.
На 2 август 2006 г. футболистите на Берое избират чрез анонимно гласуване Даниел Беконо за свой капитан. По този начин Беконо става първият чернокож футболист в историята на българския футбол, капитан на отбора, в който играе. През април 2008 г. получава българско гражданство.
През лятото на 2008 г. след финансови проблеми в старозагорския Берое, Беконо напуска отбора и преминава в ЦСКА (София) със свободен трансфер. В състава на „армейците“ печели Суперкупата на България. Титуляр е през първия полусезон на 2008/09, но след завръщането на Ивайло Петров в тима, не изиграва нито един мач.
През 2012 г. изкарва проби в Локомотив (Пловдив) и Светкавица (Търговище), но не успява да се завърне в професионалния футбол.

## Национален отбор
Има 37 мача за различните национални гарнитури на Камерун и 1 за първия отбор. Най-доброто му постижение е олимпийски шампион с Камерун от олимпиадата в Сидни през 2000 г.

## Статистика по сезони
- Берое – 2003/04 - Б група
- Берое – 2004/05 - A група, 6 мача/19 допуснати гола/2 сухи мача
- Берое – 2005/06 - A група, 12/23/2
- Берое – 2006/07 - A група, 13/13/5
- Берое – 2007/08 - A група, 15/15/3
- ЦСКА – 2008/09 - A група 15/12/7